# 康复医院
康复医院又称住院康复医院，該醫院专门为患有各种神经、肌肉骨骼、骨外科和其他疾病的病人提供康复服务，以帮助他们缓解急性病症。